# Enguerrand Quarton
Enguerrand Quarton ou Charonton (1410 - 1466) foi um pintor francês de iluminuras e painéis. Nas poucas obras dele que chegaram até ao presente contam-se as primeiras obras-primas em estilo francês, bem diferentes do estilo italiano ou flamengo. Acredita-se ser ele o antigo Mestre de Avignon, criador da famosa Pietà de Villeneuve-lès-Avignon (reprodução ao lado). 
Quarton nasceu em Laon, no norte da França, mas se mudou para a Provença em 1444, após trabalhar nos Países Baixos. Lá trabalhou em Aix-en-Provence, Arles e Avinhão, onde ficou até sua morte em 1466. A região tinha na época os melhores artistas da França, tais como Nicholas Froment, Jean Fouquet e Barthélemy d'Eyck, ambos colaboraram com Quarton. Muitos clientes dele eram membros da corte de René d'Anjou (Renato I de Nápoles). Tornou-se um artista quase esquecido até que sua obra A Coroação da Virgem foi exibido em Paris em 1900. 
A Pietà de Avignon e outro altar chamado Madonna da Misericórdia apresentam ambas um fundo dourado, unusual para as pinturas época e técnica mais tarde desenvolvida por Simone Martini. A Coroação da Virgem apresenta uma disposição também inédita para a época: Deus Pai e Jesus como figuras idênticas. A paisagem mostra a Provença da época. O quadro permanece no monastério Chartreuse du Val de Bénédiction, em Villeneuve-lès-Avignon. Na Pietà de Avignon, o corpo curvado de Cristo também é uma imagem original, assim como o fundo vazio. 
Algumas iluminuras também foram creditadas a Quarton.